# گابریل بونو دو مبلی
گابریل بونو دو مبلی (به فرانسوی: Gabriel Bonnot de Mably) فیلسوف قرن هجدهم میلادی اهل فرانسه است.